# Augustin Royer
Pour les articles homonymes, voir Royer.
Augustin Royer était un astronome français vivant à l'époque de Louis XIV.
En 1679 il publia un catalogue d'étoiles qui comportait en plus des 48 constellations de Ptolémée et des additions d'astronomes plus récents tels que Bode, plusieurs constellations de son cru.
Il est crédité de la création de la constellation de la Colombe (en retirant une partie de la constellation du Grand Chien) et de la constellation de la Croix du Sud avec des étoiles du Centaure. Ces deux astérismes sont toujours utilisés de nos jours.
Il ajouta également deux autres constellations en l'honneur de son souverain, Louis XIV : Fleur-de-Lys (en latin : Lilium, la Fleur de lys représentant l'emblème de la France), et le Sceptre et Main de la Justice (en latin : Sceptrum et Manus Iustitiae, symboles royaux). Aucune d'elles n'a été conservée.